# Chen Chu
Chen Chu (en chinois : 陳菊 ; pinyin : Chén Jú), née à Sanxing (en), dans le comté de Yilan, le 10 juin 1950, est une femme politique taïwanaise du Parti démocratique progressiste. 
En 2006, elle devient maire de Kaohsiung, la ville hôte des Jeux mondiaux de 2009. 
Elle a invité le 14e dalaï-lama au visite à Taïwan en 2009 et le rencontre à Kaohsiung en présence de la présidente du Parti démocrate progressiste Tsai Ing-wen.